# Thomsen
Thomsen er et nordisk efternavn. 1.056 bærer navnet i Norge, 923 i Sverige og 39.473 i Danmark.